# Ягодное (Нестеровский район)
Ягодное — посёлок в Нестеровском районе Калининградской области. Входит в состав Пригородного сельского поселения.

## Географическое положение
Ягодное расположено на берегу реки Писса в 20 км к югу от Нестерова по трассе Р510. Ближайшие населенные пункты: посёлок Вознесенское к северу, посёлок Малое Белозерное и местечко Виштитис (Литва) к востоку и посёлок Калинино к западу.

## Население
| 1910 | 1933 | 1939 | 2002 | 2010 |
| ---- | ---- | ---- | ---- | ---- |
| 71   | ↗404 | ↗481 | ↘20  | ↘5   |

## История
До 1945 г. Ягодное входило в состав Восточной Пруссии и носило название Бредауен (Bredauen). Бредауен входил в состав сельского района Шталлупёнен (Stallupönen) административного округа Гумбиннен. В 1910 году в Бредауене насчитывался 71 житель, в 1933 году - 404 жителя, в 1939 году - 481 житель. Переименован в 1946 г.

## Достопримечательности
В 2 км к юго-востоку от Ягодного расположено Виштынецкое озеро.
В 3,8 км к юго-востоку от поселка вблизи от озера находится памятник русским воинам 106-го Уфимского пехотного полка 27-й пехотной дивизии, погибшим в бою 12 февраля 1915 года.
К югу от поселка находится Красный лес.